# Boca Juniors Gibraltar
Boca Juniors Gibraltar war ein Amateur-Fußballverein aus Gibraltar.

## Geschichte
In der Spielzeit 2013/14 erreichte der Verein mit 34 Punkten den 6. Platz in der Gibraltar Division 2.

## Statistik
| Saisons   | Div. | Līga             | Platz | web   |   |
| --------- | ---- | ---------------- | ----- | ----- | - |
| 2014–2015 | 2.   | Second Division  | 10.   | [ 1 ] |   |
| 2015–2016 | 2.   | Second Division  | 8.    | [ 2 ] |   |
| 2016–2017 | 2.   | Second Division  | 3.    | [ 3 ] |   |
| 2017–2018 | 2.   | Second Division  | 1.    | [ 4 ] | ▲ |
| 2018–2019 | 1.   | Premier Division | 10.   | [ 5 ] |   |
|           |      |                  |       |       |   |
| 2019–2020 | 1.   | National League  | x.    | [ 6 ] |   |
| 2020–2021 | 1.   | Premier Division | x.    | [ 7 ] |   |